# جليبتودونتوبلتا
الجليپتودونتوپلتا (Glyptodontopelta) هو جنس من الديناصورات عاش خلال فترة الطباشيري المتأخر.